# Кущ Максим Володимирович
Макси́м Володи́мирович Кущ — старший лейтенант Збройних сил України, учасник російсько-української війни, що відзначився під час російського вторгнення в Україну в 2022 році.
Брав участь в АТО на сході України в складі 1-го гірничо-штурмової роти 128-ї окремої гірничо-піхотної бригади (в/ч А1556), обіймав посаду заступник командира роти з озброєння. Обіймав посаду начальника фінансової служби. Під час бойових дій був важко поранений та два місяці лікувався у військовому шпиталі

## Нагороди
- орден «За мужність» III ступеня (2022) — за особисту мужність і самовіддані дії, виявлені у захисті державного суверенітету та територіальної цілісності України, вірність військовій присязі[2].